# Glad All Over (Carl Perkins)
"Glad All Over" is een nummer van de Amerikaanse artiest Carl Perkins. Het nummer verscheen op 6 januari 1958 als single. Het moet niet verward worden met de gelijknamige single van The Dave Clark Five.

## Achtergrond
"Glad All Over" is geschreven door Aaron Schroeder, Sid Tepper en Roy Bennett en geproduceerd door Sam Phillips. Perkins nam het nummer in december 1957 op in de studio van Sun Records, het platenlabel van Phillips. Perkins speelde het nummer met zijn band in de film Jamboree uit 1957 in een scène die sterk leek op het studio-optreden van Elvis Presley in Jailhouse Rock. Perkins was de zanger en de gitarist van de band en hij werd begeleid door zijn broers, slaggitarist Jay en contrabassist Clayton, en drummer W. S. Holland.
"Glad All Over" werd uitgebracht op 6 januari 1958 als de laatste single die Perkins voor Sun Records maakte. De single behaalde echter nergens de hitlijsten. Het nummer verscheen ook op de soundtrack van Jamboree. "Lend Me Your Comb" stond op de B-kant van de single.

## Covers
"Glad All Over" is gecoverd door een aantal artiesten. The Beatles hebben het nummer twee keer opgenomen voor radioprogramma's voor de BBC. Op 16 juli 1963 namen zij een versie op voor Pop Go The Beatles, dat op 20 augustus werd uitgezonden. Deze opname verscheen in 1994 op het album Live at the BBC. Op 30 juli namen zij een tweede versie op voor Saturday Club, dat op 24 augustus werd uitgezonden. In 2013 stond deze versie op het album On Air – Live at the BBC Volume 2.
Naast The Beatles is "Glad All Over" door nog meer artiesten gecoverd. In 1964 namen The Searchers het nummer op voor hun album It's The Searchers. In 1972 zette The Jeff Beck Group een cover op hun album Jeff Beck Group. Beatle George Harrison nam een versie van "Glad All Over" op voor de tv-special Blue Suede Shoes: A Rockabilly Session with Carl Perkins uit 1985, waarop hij door veel muzikale vrienden werd begeleid. In 2005 zette Brian Setzer het op zijn album Rockabilly Riot!: Volume One.